# Boucher-René
Antoine René Boucher, dit Boucher-René, nasqué a París vers 1732, i morí a la mateixa ciutat el 1811. Fou un magistrat i un revolucionari francès.
Assenyalat per nombrosos biògrafs com el germà de Gilles Boucher de La Richarderie, fou procurador al Châtelet de París.
Elector en 1791, oficial municipal de París (secció de Le Bonnet-Rouge), fou nomenat jutge suplent del tribunal criminal instal·lat al Palau de Justícia el 17 d'agost de 1792 · , i després exercí de manera interina les funcions d'alcalde de París del 15 d'octubre al 2 de desembre de 1792, després de la dimissió de Pétion, del que n'era proper, i abans de l'elecció de Chambon.
El 22 de novembre encapçalà una delegació que es dirigí a la Convenció Nacional per tal d'explicard que el Consell General de la Comuna havia estat reduït a una quarta part dels seus membres (que era inexacte!) i que li era impossible complir les seves funcions. La convenció decidí organitzar les eleccions en tres dies: el 30 de novembre el candidat dels moderats, Chambon, fou elegit alcalde de París. El 2 de desembre Boucher-René instal·là el nou consell general però hagué d'abandonar la presidència enmig de les burles dels seus adversaris, abans d'entregar el càrrec al nou alcalde.
Quan es produí la insurrecció reialista del 13 de vendemiari de l'any IV va presidir l'assemblea primària de la secció de l'Oest. Convençut d'haver signat l'ordre de batre's en retirada per marxar contra la Convenció fou condemnat a mort en comtumàcia per una comissió militar el 24 de vendemiari, però aconseguí eludir l'execució de la sentencia i reprendre llurs funcions judicials.